# Idealista!
Idealista! è un singolo dalla cantante italiana Noemi, pubblicato il 10 giugno 2016 come terzo estratto dall'album Cuore d'artista. Il brano partecipa in gara nell'edizione 2016 del Coca Cola Summer Festival.
Il brano è stato composto da Ivano Fossati. Il videoclip che accompagna il singolo è stato diretto da Cosimo Alemà.

## Classifiche
| Classifica (2016)                                                      | Posizione massima |
| ---------------------------------------------------------------------- | ----------------- |
| Italia (airplay internazionale)                                        | 66                |
| Italia (airplay internazionale indipendenti)                           | 4                 |
| Italia (airplay italiane)                                              | 15                |
| Italia Top 100 of the Year Indie (airplay internazionale indipendenti) | 40                |
| Italia Top 100 of the Year Italiani (airplay italiane)                 | 96                |